# いとはんと丁稚どん
『いとはんと丁稚どん』（いとはんとでっちどん）は、1965年10月25日から1967年6月26日までTBS系列局で放送されていた朝日放送製作のコメディ番組である。花王石鹸（現・花王）の一社提供。全88回（「前夜祭」を含む）。放送時間は毎週月曜 19:00 - 19:30 （日本標準時）。

## 概要
大阪・船場にある老舗の呉服問屋を舞台にした公開コメディで、古いしきたりに真っ向から対立する3人の「いとはん」と、彼女たちを助ける3人の丁稚たちの活躍を描いていた。毎回話の始まりでは、大松が「大松ことわざ集」という、ことわざのパロディをやるのが定番だった（例：「二兎を追う者は一兎も得ず、二等の切符で一等の電車は乗れない！」）。
かつてNET（現・テレビ朝日）系列局で放送されていた毎日放送製作の『番頭はんと丁稚どん』の姉妹版で、『番頭はん』の花登筺が原作・脚本を担当していた。出演者は『番頭はん』にも出演していた大村崑を中心とするメンバーで、花紀京や夢路いとし・喜味こいしといった関西の喜劇人を始め、少年丁稚役で子役出身の頭師佳孝が出演。また、三沢あけみや槇みちるなどの女性歌手も共演していた。
番組冒頭では、大村・花紀・槇の3人が「（月のマーク）花王石鹸」と書かれた暖簾を潜り抜け、「おいでやす。毎度おおきに」と挨拶した後に主題歌を歌った。その後、番組出場希望者から選ばれた一般参加者が1名登場し、賞金1万円（当時）と花王石鹸の製品（主にワンダフルなどの合成洗剤）とサイン入り色紙を贈られた。さらにその参加者は番組本編のコメディにも参加した。

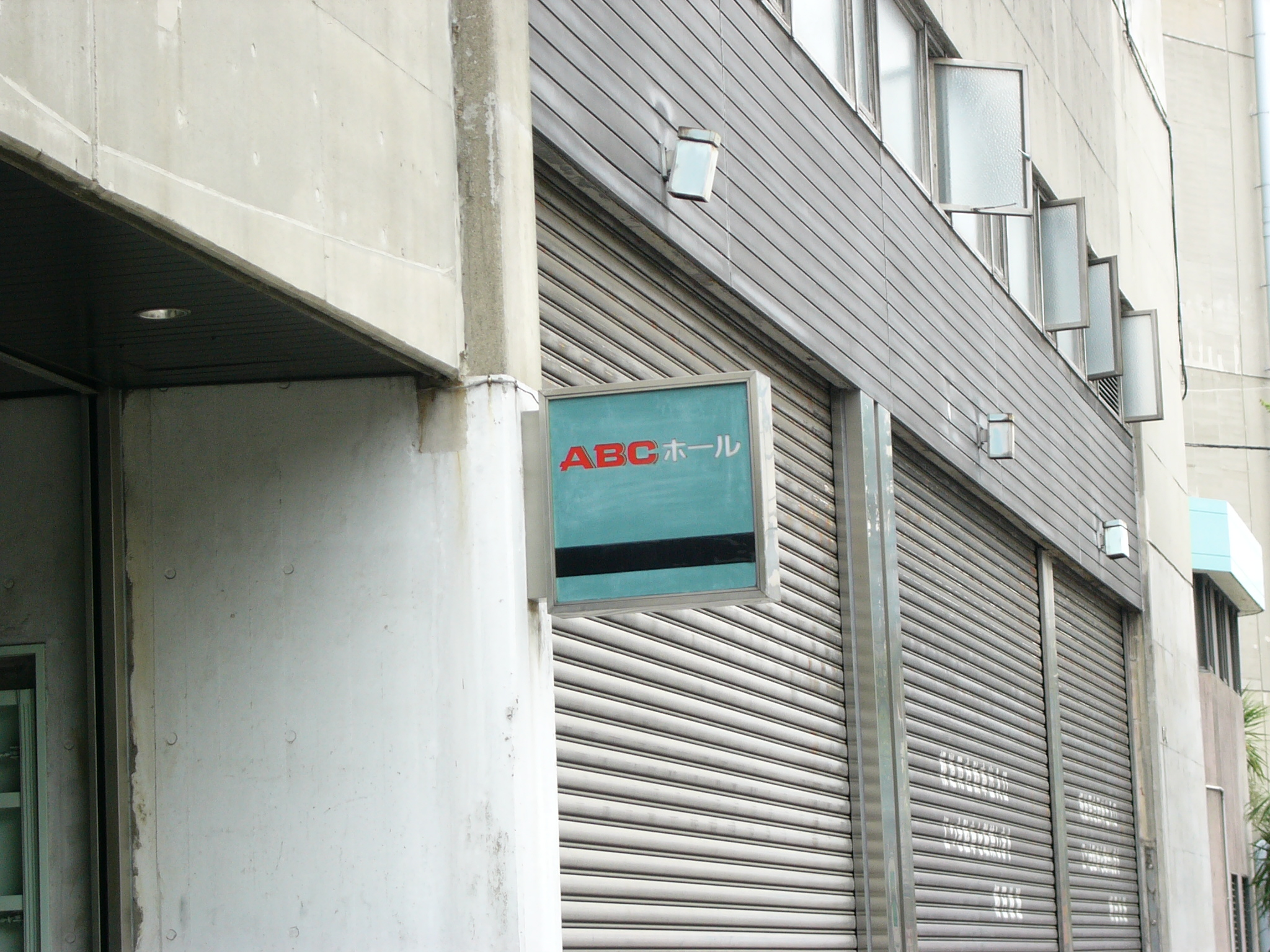
番組後期の公開収録が行われていたABCホール（2代目。写真は2008年のもの）

収録はABCホールで行われていた。当初は新朝日ビル内の初代ホールを使用していたが、朝日放送旧社屋に2代目ホールが出来てからはこちらで行うようになった。

## 出演者
- 大松：大村崑
- 京松：花紀京
- ヒゲ松：頭師佳孝
- あゆみ：三沢あけみ
- まゆみ：清水まゆみ
- みちる：槇みちる
- こい七：喜味こいし
- 大番頭：夢路いとし
- おみね：万代峰子
- ほか

## スタッフ
- 制作：澤田隆治
- 制作担当：石橋達夫
- 脚本：花登筺
- 演出：花登筺、松田行二、田端泰雄、石橋達夫、岩本晴夫
- スイッチャー：山中健一
- アシスト：松本厚子
- 音楽：加納光記
- 音響効果：山口通夫、田中雅夫、西川泰宏
- テクニカルディレクター：山中健一
- ミキサー：堀田節、白川嘉彦、山崎伸夫
- 照明：池辺明男
- カメラ：安保彰夫、津田敦、杉山圭一、畑吉則、亀井茂、牧野治郎、倉田総輔、尾花信也、有田純夫
- デザイン：大石立二
- 美術進行：井上照雄
- 装飾：井上郁郎、関西美工
- 衣装：中村肇（東京衣装）
- 化粧：バリー美容室
- タイトル：河野克己、竹内志郎
- エージェンシー：博報堂
- 製作：朝日放送

## 放送リスト
| 回     | 放送日   | サブタイトル             |
| 1965年 | 1965年   | 1965年                   |
| ------ | -------- | ------------------------ |
| 1      | 10月25日 | （前夜祭）               |
| 2      | 11月1日  | いとはんの縁談の巻       |
| 3      | 11月8日  | 集金教育の巻             |
| 4      | 11月15日 | ケチな尾張屋の巻         |
| 5      | 11月22日 | 入り商人の巻             |
| 6      | 11月29日 | 暴力集金の巻             |
| 7      | 12月6日  | 初恋の巻                 |
| 8      | 12月13日 | お腹がスイタ集金の巻     |
| 9      | 12月20日 | モダン舞踊の巻           |
| 10     | 12月27日 | 田舎娘の巻               |
| 1966年 |          |                          |
| 11     | 1月3日   | 年賀状の巻               |
| 12     | 1月10日  | スキーと強盗の巻         |
| 13     | 1月17日  | ウソをつけ！の巻         |
| 14     | 1月24日  | 芸妓はんの巻             |
| 15     | 1月31日  | 月末の巻                 |
| 16     | 2月7日   | おシェーどんの巻         |
| 17     | 2月14日  | 誕生日の巻               |
| 18     | 2月21日  | 夜学の巻                 |
| 19     | 2月28日  | 美人コンクールの巻       |
| 20     | 3月7日   | 母さんを見たの巻         |
| 21     | 3月14日  | モテない男の巻           |
| 22     | 3月21日  | 出世試験の巻             |
| 23     | 3月28日  | おばあちゃん帰るの巻     |
| 24     | 4月4日   | 草餅と低音の巻           |
| 25     | 4月11日  | 軍隊の巻                 |
| 26     | 4月18日  | 大松とオバQの巻          |
| 27     | 4月25日  | アルバイト丁稚の巻       |
| 28     | 5月2日   | 大松とまんじゅうの巻     |
| 29     | 5月9日   | 金は天下の廻りものの巻   |
| 30     | 5月16日  | 今日はワンちゃんの巻     |
| 31     | 5月23日  | 信用しろ！の巻           |
| 32     | 5月30日  | こい七の縁談の巻         |
| 33     | 6月6日   | わてら一人前の巻         |
| 34     | 6月13日  | 手をにぎる女の巻         |
| 35     | 6月20日  | 開店騒動の巻             |
| 36     | 6月27日  | 連れもて行こうの巻       |
| 37     | 7月4日   | 勘定が合わんの巻         |
| 38     | 7月11日  | ハッパの会の巻           |
| 39     | 7月18日  | 盆踊りの巻               |
| 40     | 7月25日  | 姫路旅行の巻             |
| 41     | 8月1日   | 海の向こうに何があるの巻 |
| 42     | 8月8日   | 海水浴の巻               |
| 43     | 8月15日  | やァんだの巻             |
| 44     | 8月22日  | ポカンの巻               |
| 45     | 8月29日  | キモだめしの巻           |
| 46     | 9月5日   | 恋とは何やの巻           |
| 47     | 9月12日  | 風呂に行きたいの巻       |
| 48     | 9月19日  | コーラスと丁稚の巻       |
| 49     | 9月26日  | がめついなァの巻         |
| 50     | 10月3日  | 今日は夜店の巻           |
| 51     | 10月10日 | チンドン屋の巻           |
| 52     | 10月17日 | 月給が安いの巻           |
| 53     | 10月24日 | 泣いた番頭の巻           |
| 54     | 10月31日 | 大番頭の秘密の巻         |
| 55     | 11月7日  | 鳥城は日本晴れの巻       |
| 56     | 11月14日 | 小番頭はクビ！の巻       |
| 57     | 11月21日 | おそるべき運勢の巻       |
| 58     | 11月28日 | お母ちゃんがわかったの巻 |
| 59     | 12月5日  | ガソリンを入れろ！の巻   |
| 60     | 12月12日 | するめの足の巻           |
| 61     | 12月19日 | クリスマスとハゲの巻     |
| 62     | 12月26日 | 今年も終わりの巻         |
| 1967年 |          |                          |
| 63     | 1月2日   | おめでとうさんの巻       |
| 64     | 1月9日   | 戎さんとご利益の巻       |
| 65     | 1月16日  | うどんが食べたいの巻     |
| 66     | 1月23日  | ハゲと蛸の巻             |
| 67     | 1月30日  | 五百円返しての巻         |
| 68     | 2月6日   | アホが風邪ひくか？の巻   |
| 69     | 2月13日  | 大松とカクテルの巻       |
| 70     | 2月20日  | 泥棒がいたの巻           |
| 71     | 2月27日  | 下町育ちの巻             |
| 72     | 3月6日   | こまっちゃうなの巻       |
| 73     | 3月13日  | 水前寺の学生さんの巻     |
| 74     | 3月20日  | 何でや？の巻             |
| 75     | 3月27日  | わては資本家の巻         |
| 76     | 4月3日   | ハッパをかけろ！の巻     |
| 77     | 4月10日  | 大阪ろまんの巻           |
| 78     | 4月17日  | 伜よ!! 大松!! の巻       |
| 79     | 4月24日  | アルバイトの巻           |
| 80     | 5月1日   | 丁稚と波止場の巻         |
| 81     | 5月8日   | 正義のアホの巻           |
| 82     | 5月15日  | 油も売れ！の巻           |
| 83     | 5月22日  | 君こそひろったの巻       |
| 84     | 5月29日  | おかんにあいたいの巻     |
| 85     | 6月5日   | 母をたずねて30分の巻     |
| 86     | 6月12日  | 何でこうなるの巻         |
| 87     | 6月19日  | 若いってすばらしいの巻   |
| 88     | 6月26日  | おめでとうの巻           |

参考：『毎日新聞縮刷版』毎日新聞社、1965年10月25日 - 1967年6月26日付のラジオ・テレビ欄。

## 備考
初回の「前夜祭」では、大村ほか出演者たちによる自己紹介と歌唱が行われた。